# Paolo Morrone
Paolo Morrone (Torre Annunziata, 1854. július 6. – Róma, 1937. január 4.) olasz tábornok, politikus, az Olasz Királyság hadügyminisztere az első világháborúban (1916–17).

## Élete
Paolo Morrone 1854. július 6-án született a campaniai Torre Annunziatá-ban, Luigi Morrone és Maria Cirillo gyermekeként. 1871. október 10-én a katonai végzettséget szerzett, 1884-ben pedig elvégezte a katonatiszti főiskolát. 1897. július 8-án előléptették alezredessé, 1901. március 21-én pedig ezredessé. 1890 és 1891 között részt vett az Olasz Királyság gyarmati harcaiban Afrikában.
1908. január 23-án elérte a dandártábornok rendfokozatot, 1911. december 31-én pedig előléptették altábornaggyá (tenente generale). Az első világháború alatt - 1916. április 4-én - kinevezték hadügyminiszterré. Ezt a megbízatást 1917. január 15-ig töltötte be. Nyugállományba vonulásakor, 1923. július 22-én előléptették hadseregtábornokká. Pályafutása során számos kitüntetést kapott. A háború után számos képviselőtestület tagja volt. 1937. január 4-én hunyt el Rómában.